# Neuf-Brisach
 Neuf-Brisach  (en alsacià Nej-Brisàch' ) és un municipi francès, situat a la regió del Gran Est, al departament de l'Alt Rin. L'any 2007 tenia 2.397 habitants.

## Demografia
| 1962  | 1968  | 1975  | 1982  | 1990  | 1999  |
| ----- | ----- | ----- | ----- | ----- | ----- |
| 2.127 | 2.580 | 2.579 | 2.205 | 2.092 | 2.197 |

## Administració
| Període   | Identitat        | Partit |
| --------- | ---------------- | ------ |
| 1971-1983 | René Adolf       | RPR    |
| 1983-2006 | Maurice Zimmerlé | UMP    |
| 2008-     | Richard Alvarez  |        |